# Bodewes Trader 7000/8000
Die Baureihe  Bodewes Trader 7000/8000 des niederländischen Schiffbauunternehmens Bodewes Shipyards ist eine über 30 Einheiten umfassende Serie eines Mehrzweckschiffstyp.

## Einzelheiten
Vorgestellt wurde die Baureihe 1999 als Bodewes Trader 7000 (deren Tiefgang, Vermessung und Tragfähigkeit bei gleichen Abmessungen etwas geringer, als beim Trader 7800 General ausfielen) inzwischen werden die einzelnen Bautypen als Bodewes Trader 7800, bzw. 7900 in verschiedenen Varianten angeboten und mit den älteren Einheiten unter dem Oberbegriff Bodewes Trader 7000/8000 zusammengefasst. Die Baureihe ist in drei Grundtypen aufgeteilt: 7800 General als Basisversion, die Version 7800 Geared mit zwei an Backbord angebrachten, elektrohydraulischen NMF- oder wahlweise Liebherr-Schiffskränen mit jeweils 40 Tonnen Hubvermögen (im gekoppelten Betrieb bis zu 80 Tonnen) und der Version 7900 Lowered Deckhouse, die im Vergleich zum 7800 Geared über flachere Aufbauten und Deckskräne flacher Bauart verfügt. Dadurch können die Schiffe der Version 7900 Lowered Deckhouse auch vergleichsweise niedrige Brücken unterqueren. Die Rümpfe wurden überwiegend von der Werft Zaliv in Kertsch sowie teilweise auch von Hangzhou Dongfeng Shipbuilding in Hangzhou zugeliefert und als Kaskos in die Niederlande verbracht, wo die Fertigstellung der Schiffe erfolgte.
Die Schiffe sind als Mehrzweck-Trockenfrachtschiffe mit weit achtern angeordnetem Deckshaus, einem langen mittleren und einem kürzeren vorderen Laderaum ausgelegt. In der Hauptsache werden sie im Transport von Massengütern, Massenstückgütern, kleineren Projektladungen oder Containern eingesetzt. Durch die verstärkte Tankdecke, welche mit bis zu 15 t/m² belastet werden kann, ist es auch möglich, Schwergut zu laden. Die Containerkapazität beträgt zwischen 270 (7900 Lowered Deckhouse) und 390 TEU (7800 General). Die Laderäume der Schiffe werden mit Stapellukendeckeln (Piggy-Back) verschlossen, die von einem verfahrbaren Lukenwagen bedient werden.
Der Antrieb der Schiffe besteht aus einem Achtzylinder-Viertakt-Dieselmotor des Typs MaK 8M32 mit einer Leistungen von 3840 kW. Der Motor wirkt über ein Getriebe auf einen Propeller sowie einen Wellengenerator und ermöglicht eine Geschwindigkeit von etwa 14,7 Knoten. Weiterhin stehen zwei Hilfsdiesel zur Verfügung. Die An- und Ablegemanöver werden durch ein Bugstrahlruder unterstützt.
Zwischen November und Januar 2017 übernahm Wagenborg sieben Schiffe.

## Die Schiffe
| Bodewes Trader 7000/8000 | Bodewes Trader 7000/8000    | Bodewes Trader 7000/8000 | Bodewes Trader 7000/8000 | Bodewes Trader 7000/8000              | Bodewes Trader 7000/8000 |
| Bauname | Baunummer/ Bauart           | IMO-Nummer               | Ablieferung              | Auftraggeber                          | Spätere Namen und Verbleib |
| --- | --------------------------- | ------------------------ | ------------------------ | ------------------------------------- | --- |
| Andromeda | 587/ 7000                   | 9187916                  | 10.10.1999               | Kuustvaartbedrijf Moerman, Ridderkerk | 2009: Transandromeda, 2016: Kristiina, so 2024 in Fahrt |
| Capricorn | 588/ 7000                   | 9187928                  | 23.03.2000               | Kuustvaartbedrijf Moerman, Ridderkerk | 2010: Transcapricorn, 2016: Kristella, so 2024 in Fahrt |
| Palmares | 592/ 7900 Lowered Deckhouse | 9224130                  | 30.06.2000               | Rederij Wessels, Zwijndrecht          | abgeliefert als Paz Colombia, 2013: Paz Navigator, 2019: Pan Navigator, 2022: Wagon Alfa, so 2024 in Fahrt                                                                                                   |
| Vechtdiep | 593/ 7800 General           | 9224142                  | 05.12.2000               | Hartmann Reederei, Leer               | 2019: Ziltborg, so 2024 in Fahrt |
| Vliediep | 604/ 7800 General           | 9224154                  | 10.05.2001               | Hartmann Reederei, Leer               | 2017: Zaanborg, so 2024 in Fahrt |
| Veersediep | 605/ 7800 General           | 9229075                  | 20.09.2001               | Hartmann Reederei, Leer               | 2016: Zijlborg, so 2024 in Fahrt |
| Nordland | 606/ 7800 Geared            | 9229087                  | 11.01.2002               | Hartmann Reederei, Leer               | 2015: Voornediep, 2018: Bothnia, 2023: ASG Portofino, so 2024 in Fahrt |
| Wisaforest | 607/ 7800 Geared            | 9255579                  | 03.05.2002               | Hartmann Reederei, Leer               | 2015: Veendiep, 2018: Aurora, 2024: ASG Kherson, so 2024 in Fahrt |
| Scan Leader | 608/ 7800 General           | 9263540                  | 21.10.2002               | Feederlines, Groningen                | abgeliefert als Varnadiep, 2015: Ezaro, 2021: Edmy, so 2024 in Fahrt |
| Scan Runner | 609/ 7800 General           | 9263552                  | 19.12.2002               | Feederlines, Groningen                | abgeliefert als Vasadiep, 2017: Betanzos, 2019: Valsim S, 2019: Kethi, so 2024 in Fahrt |
| Vossdiep | 618/ 7800 General           | 9277307                  | 16.05.2003               | Feederlines, Groningen                | 2015: TIP Leer, 2017: Gures, 2022: Julie, so 2024 in Fahrt |
| Velserdiep | 619/ 7800 Geared            | 9277319                  | 20.12.2003               | Feederlines, Groningen                | abgeliefert als Onego Trader, 2010: Velserdiep, 2015: TIP Helsinki, 2018: Jamtland, so 2024 in Fahrt |
| Vriesendiep | 620/ 7800 Geared            | 9277321                  | 24.04.2004               | Feederlines, Groningen                | abgeliefert als Onego Merchant, 2010: Vriesendiep, 2015: TIP Copenhagen, 2019: Smaland, so 2024 in Fahrt |
| Onego Traveller | 624/ 7800 Geared            | 9277345                  | 22.07.2004               | Feederlines, Groningen                | 2010: Vennediep, 2015: TIP Oslo, 2018: Jutland, so 2024 in Fahrt |
| Veelerdiep | 623/ 7800 Geared            | 9277333                  | 29.09.2004               | Feederlines, Groningen                | abgeliefert als UAL Rotterdam, 2009: OSC Rotterdam, 2011: Veelerdiep, 2015: TIP Stockholm, 2020: Breadbox Oryx, 2022: BOCS Africa, 2023: Alto, so 2024 in Fahrt                                              |
| UAL Coburg | 643/ 7800 Geared            | 9317808                  | 03.02.2005               | Feederlines, Groningen                | 2010: OSC Vegadiep, 2011: UAL Ghana, 2012: Vegadiep, 2015: TIP Bremen, 2019: Svealand, 2022: Marguisa Zierikzee, 2023: Svealand, 2024: Anka Blue, so 2024 in Fahrt                                           |
| Pensilvania | 621/ 7900 Lowered Deckhouse | 9287443                  | 04.03.2005               | Navesco, Bogota                       | so 2024 in Fahrt |
| Macondo | 626/ 7900 Lowered Deckhouse | 9299109                  | 21.10.2005               | Navesco, Bogota                       | so 2024 in Fahrt |
| Bornholm | 252*/ 7800 General          | 9358278                  | 13.04.2006               | Iron Head Shipping, Limassol          | 2015: Norrland, so 2024 in Fahrt |
| Flintermar | 629/ 7800 Geared            | 9327322                  | 31.05.2006               | Flinter Shipping, Barendrecht         | abgeliefert als UAL Malabo, 2009: Flintermar, 2012: UAL Malabo, 2012: Flintermar, 2016: BBC Stavanger, 2018: Milena, so 2024 in Fahrt                                                                        |
| Transportör | 687/ 7800 Geared            | 9362815                  | 08.09.2006               | Hermann Buss, Leer                    | abgeliefert als Onego Explorer, 2009: Hartwig Scan, 2013: Atlas, 2016: Nadja, 2021: Salamander, so 2024 in Fahrt                                                                                             |
| Altair | 688/ 7800 Geared            | 9362827                  | 21.12.2006               | Hermann Buss, Leer                    | abgeliefert als Onego River, 2009: Hansen Scan, 2013: Industrial Hong Kong, 2013: Altair, 2016: Nauma, 2021: Industrial Hobart, so 2024 in Fahrt                                                             |
| Hermann | 784/ 7800 Geared            | 9413456                  | 11.05.2007               | Hermann Buss, Leer                    | abgeliefert als Hermann Scan, 2010: Strong Whale, 2011: Hermann Scan, 2013: Industrial Houston, 2013: Hermann, 2015: Thorco Hilde, 2017: FWN Hilde, 2017: Hilde, 2019: Kriens, 2023: Kirke, so 2024 in Fahrt |
| Vlistdiep | 785/ 7800 Geared            | 9414187                  | 21.09.2007               | Feederlines, Groningen                | abgeliefert als OSC Vlistdiep, 2011: Vlistdiep, 2021: Roibeira, so 2024 in Fahrt |
| Flinterland | 251*/ 7800 Geared           | 9352339                  | 07.11.2007               | Flinter Shipping, Barendrecht         | 2016 BBC Seattle, 2019: Ruslana, so 2024 in Fahrt |
| Victoriadiep | 658/ 7800 Geared            | 9351153                  | 17.12.2007               | Feederlines, Groningen                | abgeliefert als OSC Victoriadiep, 2011: Victoriadiep, 2019: Sonreiras, 2023: Joe, so 2024 in Fahrt |
| Lifter | 786/ 7800 Geared            | 9414199                  | 19.12.2007               | Reederei Strahlmann, Marne            | abgeliefert als Hartwig Scan, 2008: Lifter, 2021: Enna, so 2024 in Fahrt |
| Vikingdiep | 780/ 7800 General           | 9381380                  | 26.01.2008               | Feederlines, Groningen                | 2015: TIP Emden, 2019: Pindo, 2022: Karoliina, so 2024 in Fahrt |
| Virginiadiep | 787/ 7800 Geared            | 9439216                  | 10.04.2008               | Feederlines, Groningen                | abgeliefert als UAL Cyprus, 2012: Virginiadiep, 2019: Herbeira, so 2024 in Fahrt |
| Mercs Uva | 616/ 7800 Geared            | 9352341                  | 02.07.2009               | Mercantile Emerald Shipping, Colombo  | abgeliefert als Haugaard Scan, 2012: Industrial Hobart, 2016: Mercs Uva, 2018: Industrial Hobart, 2019: Brens, so 2024 in Fahrt                                                                              |
| Mercs Uhana | 617/ 7800 Geared            | 9352353                  | 06.11.2009               | Mercantile Emerald Shipping, Colombo  | abgeliefert als Henan Scan, 2012: Industrial Hedland, 2016: Mercs Uhana, 2019: Titlis, so 2024 in Fahrt |
| Baunummer mit * = Bau ausgelagert zu All Ships Outfitting & Repairs, Krimpen aan den Lek Daten: Equasis, grosstonnage, Miramar Ship Index |                             |                          |                          |                                       | |